# Loi de sécurité financière
La loi de sécurité financière (LSF), aussi appelée « loi Mer » du nom du Ministre des Finances en poste Francis Mer, a été adoptée par le Parlement français, puis promulguée le 1er août 2003 afin de renforcer les dispositions légales en matière de gouvernance d'entreprise. La loi paraît au JO no 177 du 2 août 2003 (no 2003-706 du 1er août 2003).
Cette nouvelle loi s'applique à toutes les sociétés anonymes ainsi qu'aux sociétés faisant appel à l'épargne publique ; ces dispositions sont applicables pour les exercices comptables ouverts à partir du 1er janvier 2003.
Comme la loi américaine Sarbanes-Oxley, la loi de sécurité financière repose principalement sur:
- Une responsabilité accrue des dirigeants ;
- Un renforcement du contrôle interne ;
- Une réduction des sources de conflits d'intérêts[2].